# Linnaemya vulpinoides
Linnaemya vulpinoides là một loài ruồi trong họ Tachinidae.